# Tschiertschen-Praden
Tschiertschen-Praden – miejscowość i gmina w Szwajcarii, w kantonie Gryzonia, w regionie Plessur. Powstała 1 stycznia 2009 z połączenia gmin Tschiertschen oraz Praden. Jest najmniejszą gminą zarówno pod względem liczby mieszkańców jak i powierzchni w regionie.

## Demografia
W Tschiertschen-Praden mieszkają 303 osoby. W 2020 roku 8,3% populacji gminy stanowiły osoby urodzone poza Szwajcarią. 